# Thing de todos los suecos

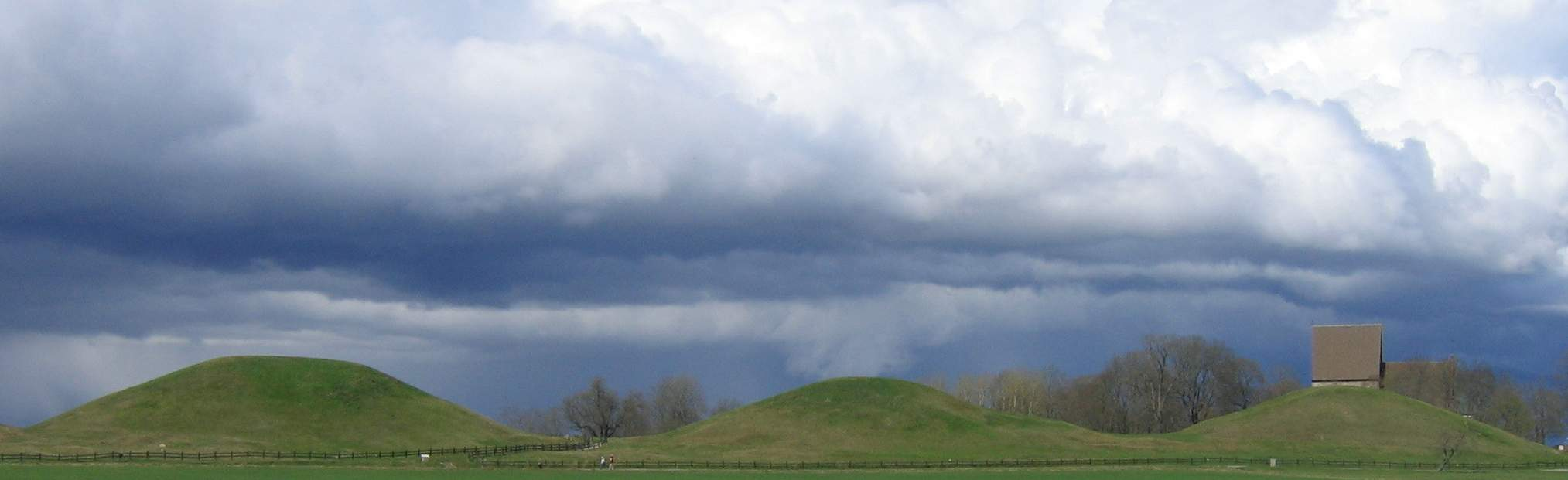
La asamblea se realizaba en Gamla Uppsala.

El Thing de todos los suecos (allra Svía þing, Þing allra Svía, o Disaþing, Kyndilþing) fue la asamblea general que se sostuvo desde tiempos prehistóricos hasta la Edad Media, a finales de febrero o principios de marzo en Gamla Uppsala, Suecia. Junto a esta reunión también se realizaba una gran feria y una celebración pagana llamada Dísablót. Según la Ley de Uppland, en esta asamblea era donde el rey proclamaba que el leidang sería convocado para la guerra durante el verano y se fijaban también todas las tripulaciones, remeros, comandantes y barcos.
El nombre sugiere que se utilizó en reemplazo de una vieja división territorial, donde el folkland de Tiundaland, Attundaland y Fjärdhundraland tenían su propio Thing. Todos los hombres libres del reino, que eran capaces de sostener una espada, tenían el derecho a participar en la asamblea, la cual era dirigida por un lagman.
El historiador islandés Snorri Sturluson, que estaba bien informado de los asuntos suecos, visitó el país en 1219, y así nos lo cuenta en el Heimskringla (1225):

En Svithjod se sostenía una vieja costumbre, por el tiempo que prevaleció el heathenismo, que el sacrificio magno tendría lugar en el mes de Goe en Upsala. El sacrificio se ofrecía por la paz, la victoria y el rey; y allí venía la gente de todas las partes de Svithjod. Todos los Things de Suecia también se llevaban a cabo ahí, mercados y reuniones de negocios que duraban una semana; y después de que el cristianismo fue introducido en Svithjod, las cosas y ferias se siguieron realizando como antes. Después de que el cristianismo se enraizó en Svithjod, y los reyes ya no moraban en Upsala, la fecha de reunión del mercado se trasladó a la Fiesta de la Candelaria y desde entonces se ha realizado ahí, y dura tan solo tres días. También está ahí la Thing Sueca, y gente de todos los rincones llega allá.

Cuando la asamblea se trasladó a la Fiesta de la Candelaria (conocida en sueco como "Kyndelsmässodagen"), fue renombrada como Kyndelsting (en nórdico antiguo: Kyndilþing), pero el nombre Dísaþing continuó en uso como Disting para la gran feria.
La asamblea tenía una gran contraparte en Skara, llamada el Thing de todos los gautas.